# خياطة تحت الأدمية

خياطة تحت الأدمية

الخياطة تحت الأدمية (بالإنجليزية:subcuticular suture)، هي نوع من أنواع خياطة الجروح، تُستخدم في إغلاق الجروح الجلدية، تتميز هذه التقنية بأنها تقنية تجميلية لا تترك ندوب، ولكنها تستغرق وقتًا أطول ولها قوة شد أقل من الطرق الأخرى.

## اختيار المواد المناسبة

### ثخن الخيط
كما هو الحال مع أي تقنية، فمن الأفضل استخدام أنحف خيط ممكن على حسب موقع الجرح. تقنية الخياطة تحت الجلد ليست مصممة للحفاظ على قوة الشد بغض النظر عن موقع الجرح. وبما أن فائدتها تقتصر على الغرز تحت الأدمية لتقريب البشرة، فإن خيط 5-0 أو 6-0 غالبًا ما يكون مناسباً عند اعتماد هذه التقنية.

### قابلية الإمتصاص
يمكن استخدام هذه التقنية إما مع الخيوط القابلة للامتصاص أو غير القابلة للامتصاص. إذا تم استخدام خيوط غير قابلة للامتصاص، فمن الأفضل استخدام خيوط أحادية لتقليل معامل الاحتكاك عند إزالة الغرز. نظرًا لأنه سيتم ترك كمية كبيرة نسبيًا من مادة الخياطة في الأدمة السطحية، إذا تم استخدام مادة قابلة للامتصاص، فقد يكون استخدام خياطة أحادية غير مضفرة هو الأفضل لتقليل خطر العدوى وتفاعل الجسم الغريب.

## التقنية
تعتمد هذه التقنية على طبقة الأدمة حيث أن الغرز تكون تحت البشرة لأفضل نتائج تجميلية وتتم هذه الغرز عن طريق الخطوات التالية:
1) يتم إدخال الإبرة في أقصى الزاوية اليمنى للجرح، بالتوازي مع خط الجرح، بدءًا من 2-5 مم تقريبًا من الحافة. يتم تمرير الإبرة من هذه النقطة، التي هي جانبية لحافة الجرح، مباشرة من خلال البشرة، ويتم إدخال الإبرة إلى داخل الجرح من الوسط إلى القمة. لاحظ أنه قد تكون هناك حاجة إلى هذا المرور الأول اعتمادًا على التقنية المستخدمة أو إنهاء الإغلاق.
2) مع وضع طرف الخيط بشكل جانبي على حافة الجرح وخارجه، تنعكس حافة الجرح بلطف إلى الخلف ويتم إدخال الإبرة في الأدمة على حافة الجرح بمسار يسير بالتوازي مع الشق. يجب أن تمر الإبرة والخيط من خلال الأدمة على عمق موحد. يعتمد حجم الغرزة على حجم الإبرة، على الرغم من أنه من أجل تقليل خطر التنخر قد يكون من الحكمة تقييد حجم كل غرزة. يجب أن تخرج الإبرة من الأدمة عند نقطة متساوية البعد عن الحافة المقطوعة من حيث دخلت.
3) يتم بعد ذلك إمساك الإبرة بالأدوات الجراحية.عندما يتم سحب الإبرة من الأنسجة باستخدام االلاقط، يتم إمساك الإبرة مرة أخرى بواسطة لاقط الإبرة في وضع مناسب لتكرار الخطوة المذكورة أعلاه على الحافة المقابلة لحافة الجرح المحفورة.
4) يتم سحب كمية صغيرة من خيط الإبرة، ويتم استئصال الجلد الموجود على حافة الجرح المقابل للخلف، ويتم إدخال الإبرة في الأدمة على الجانب المقابل لحافة الجرح المحفورة وتكرر نفس الحركة. يجب أن تدخل الإبرة قليلاً (نسبة إلى جانب الجرح حيث بدأ خط الخياطة) إلى نقطة الخروج، وبالتالي متابعة مادة الخياطة في شكل يُشبه الثعبان. وهذا سوف يساعد على تقليل خطر تكتل الأنسجة.
5) يتم تكرار نفس التقنية على الجانب المقابل حتى الوصول إلى نهاية الجرح. عند هذه النقطة، يتم إدخال الإبرة من داخل الجرح بما يتماشى مع خط الشق وتخرج بشكل جانبي إلى حافة الجرح.

## تقنيات الخياطة الجراحية
تتكون تقنيات الخياطة الجراحية من خمسة تقنيات متعارف عليها وهي:
1. الخياطة المتقطعة البسيطة (Simple interrupted suture): هذه التقنية هي الأكثر استخدماً في الجراحة الجلدية وهي مناسبة لجميع الإجراءات تقريبًا.
2. الخياطة المتواصلة (Continues suture):هذا النوع مفيد للجروح الطويلة.
3. الخياطة التنجيدية المستعرضة (Horizontal mattress suture)
4. الخياطة التنجيدية العامودية (vertical mattress suture)
5. الخياطة تحت الأدمية (Subcuticular suture): وهي الخيار الأفضل للنتائج التجميلية حيث أنها لا تقوم بغرز على الجلد.